# یواس‌اس پنابسکات (ای‌تی‌ای-۱۸۸)
یواس‌اس پنابسکات (ای‌تی‌ای-۱۸۸) (به انگلیسی: USS Penobscot (ATA-188)) یک کشتی بود که طول آن 143’ بود. این کشتی در سال ۱۹۴۴ ساخته شد.